# Dobra (gromada w powiecie tureckim)
Dobra – dawna gromada, czyli najmniejsza jednostka podziału terytorialnego Polskiej Rzeczypospolitej Ludowej w latach 1954–1972.
Gromady, z gromadzkimi radami narodowymi (GRN) jako organami władzy najniższego stopnia na wsi, funkcjonowały od reformy reorganizującej administrację wiejską przeprowadzonej jesienią 1954 do momentu ich zniesienia z dniem 1 stycznia 1973, tym samym wypierając organizację gminną w latach 1954–1972.
Gromadę Dobra siedzibą GRN w mieście Dobrej (nie wchodzącym w skład gromady) utworzono – jako jedną z 8759 gromad na obszarze Polski – w powiecie tureckim w woj. poznańskim, na mocy uchwały nr 39/54 WRN w Poznaniu z dnia 5 października 1954. W skład jednostki weszły obszary dotychczasowych gromad Chrapczew, Linne, Ostrówek, Ugory i Żeronice ze zniesionej gminy Dobra oraz obszary dotychczasowych gromad Czajków, Mikulice, Potworów i Stefanów ze zniesionej gminy Kowale Pańskie w tymże powiecie. Dla gromady ustalono 20 członków gromadzkiej rady narodowej.
1 stycznia 1960 do gromady Dobra włączono obszary zniesionych gromad Dąbrowica i Strachocice w tymże powiecie.
1 stycznia 1970 do gromady Dobra włączono 540,97 ha z miasta Dobra w tymże powiecie.
31 grudnia 1971 do gromady Dobra włączono obszar zniesionej gromady Piekary w tymże powiecie.
Gromada przetrwała do końca 1972 roku, czyli do kolejnej reformy gminnej. 1 stycznia 1973 w powiecie tureckim reaktywowano gminę Dobra.